# Stara świątynia Ateny
Stara świątynia Ateny (gr. Ιερό της Πολιάδος Αθηνάς) – świątynia poświęcona Atenie na Akropolu w Atenach w Grecji, wzniesiona w VI w. p.n.e., zniszczona w 480 roku p.n.e.

## Historia
Budowla powstała w latach 525–500 p.n.e., zapewne na miejscu mykeńskiego pałacu. Ufundował ją tyran Pizystrat. Poprzedzał ją wzniesiony 40 lat wcześniej poświęcony Atenie Hekatompedon. Świątynia była poświęcona Atenie Polias – Opiekunce Miasta, wspominał o niej Homer. 
Została zniszczona podczas wojen perskich w 480 roku p.n.e. Pozostałości świątyni wykorzystano do wzmocnienia północnego muru Akropolu ateńskiego a resztę zakopano na tzw. rumowisku perskim, które odkryto w XIX wieku. 
Fragmenty rzeźb z frontonu są prezentowane w Muzeum Akropolu w Atenach – zachowała się rzeźba Ateny oraz gigantów. Zachowały się także fundamenty budowli i są nadal widoczne w terenie.

## Architektura
Budowla przedklasyczna, z okresu archaicznego, wykonana w większości z wapienia, z elementami marmurowymi. Świątynia znajdowała się w pobliżu Erechtejonu, w północnej części akropolu. Wzniesiono ją na planie prostokąta o bokach długości 43,44 i 21,43 m. Z każdej strony znajdowały się perystazy z kolumn jońskich – 12-kolumnowe przy dłuższych bokach i 6-kolumnowe przy krótszych oraz perystaza z trzech półkolumn z tyłu.
Na fasadzie znajdował się fronton ze sceną rzeźbiarską przedstawiającą gigantomachię, wolno stojące posągi umieszczone przed tympanonem były nadnaturalnej wielkości. 
Wewnątrz znajdował się ksoanon z drewna oliwnego przedstawiający Atenę – wierzono, że tenże posąg spadł z nieba. Był przyozdobiony kunsztownym welonem, wykonanym przez dwie dziewczynki arraforyjskie. We wnętrzu się światło w wykonanej z wapienia lampie poświęconej Atenie a wykonanej przez Kallimacha (Pauzaniasz wspominał o złotej lampie w tejże świątyni). Wewnątrz zgromadzono: łupy wojenne, srebrny tron Kserksesa, miecz Mardoniusza, napierśnik Masistiusa oraz palmę wykonaną z brązu sięgającą do dachu. Zbudowano w niej grobowce legendarnych postaci: Kekropsa i Erechteusza.

## Galeria

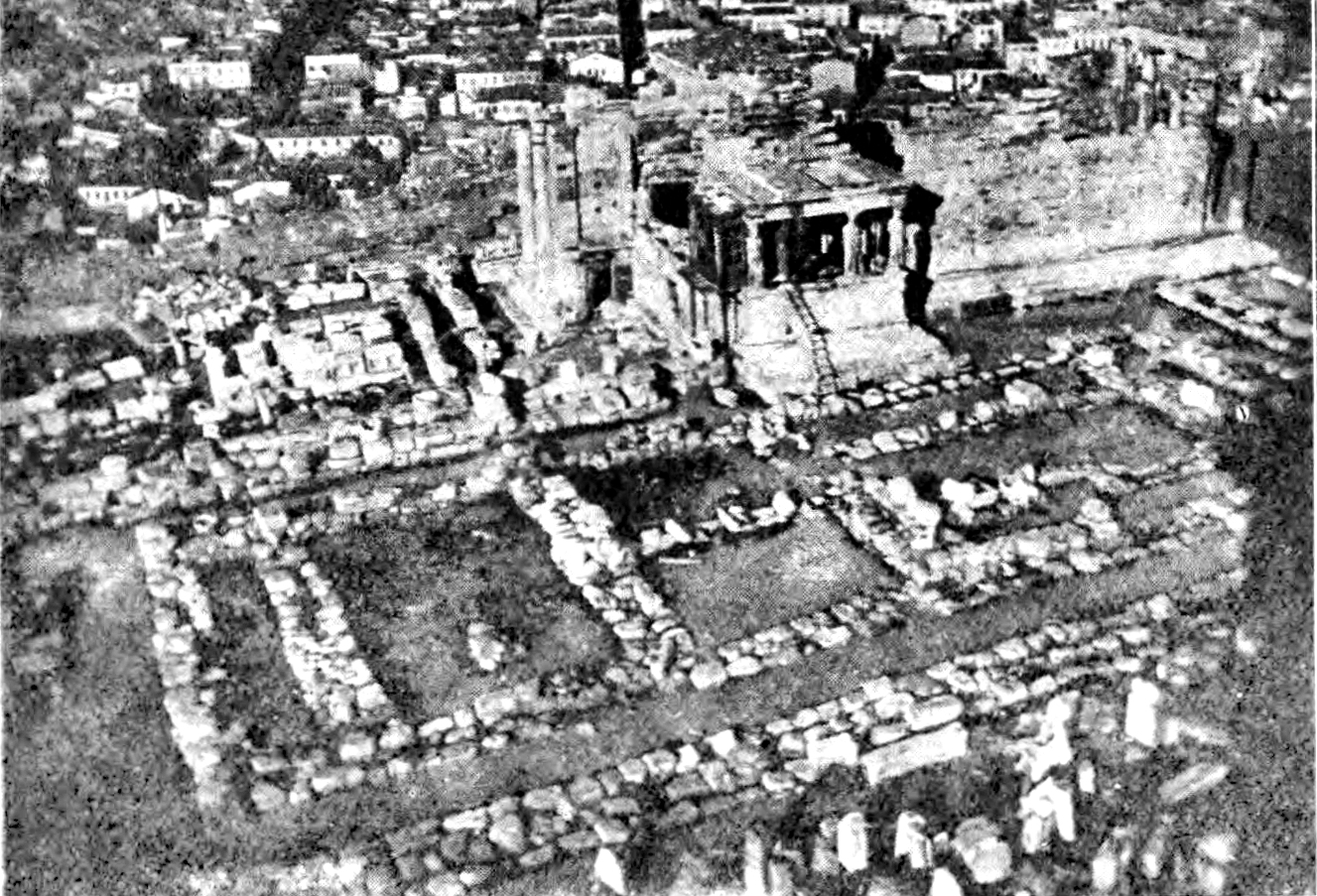
Fundamenty świątyni (1909)
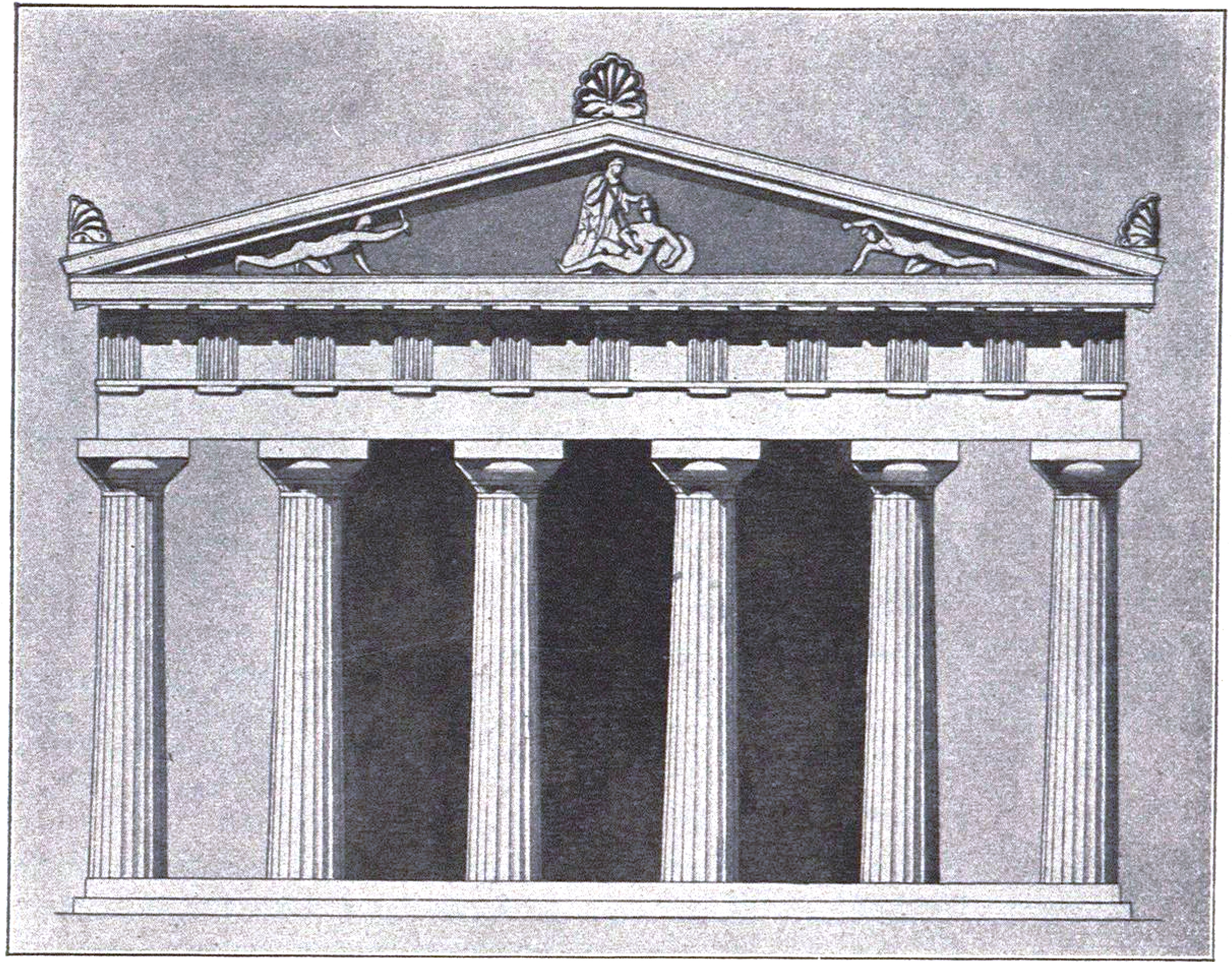
Fronton, rekonstrukcja
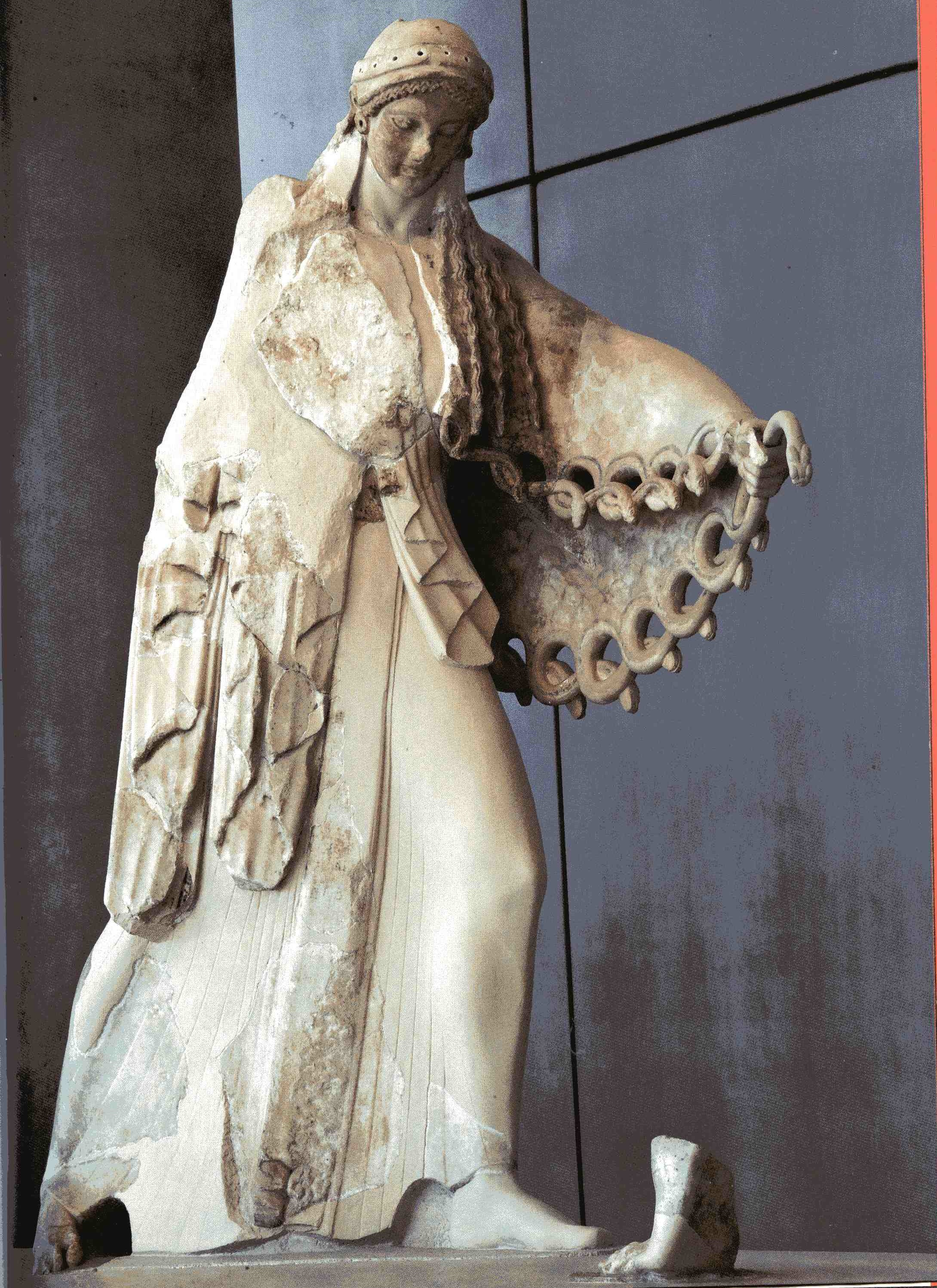
Statua Ateny Polias z zachodniego frontonu (2014)
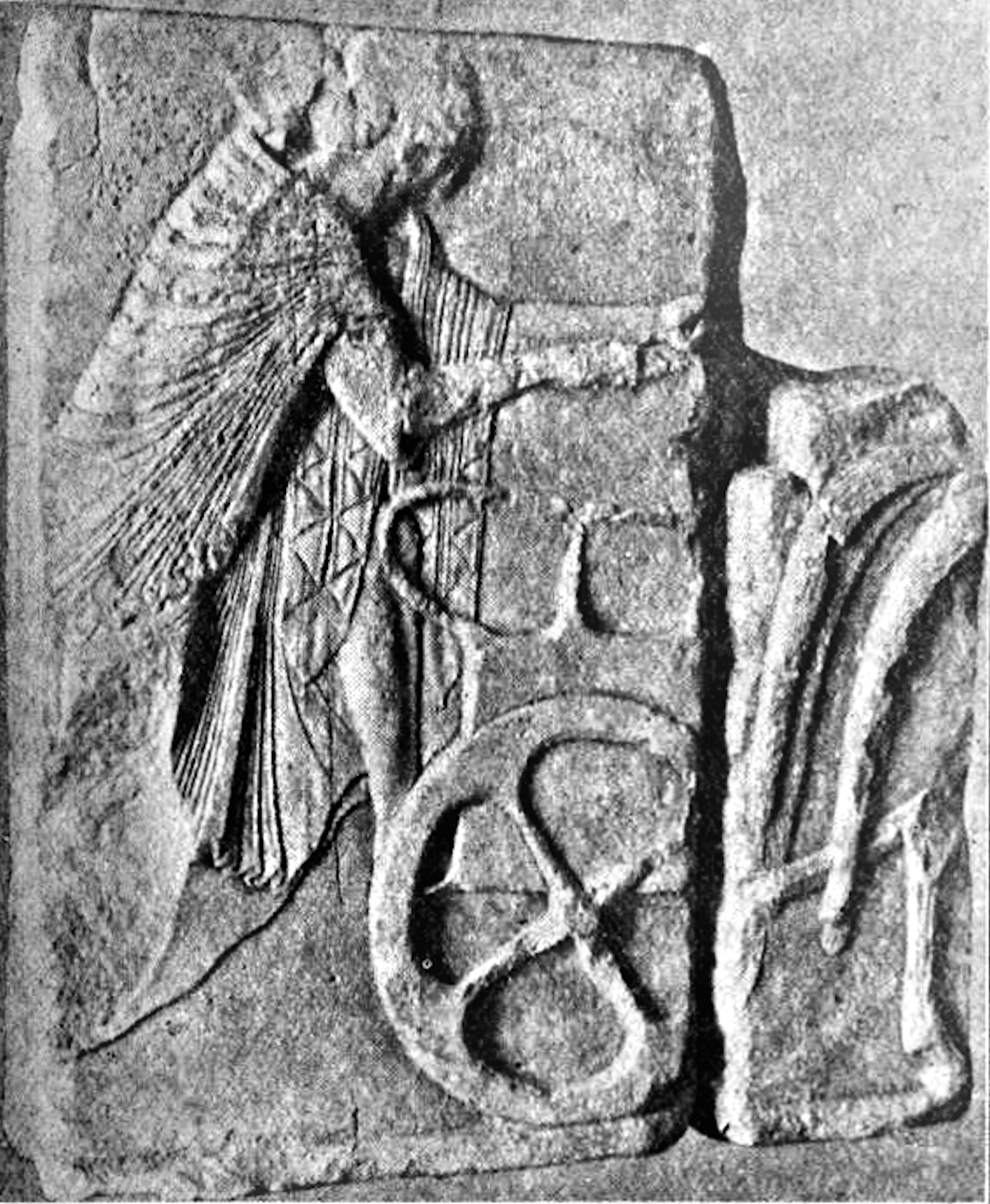
Fragment fryzu przedstawiający wyścigi panatenajskie
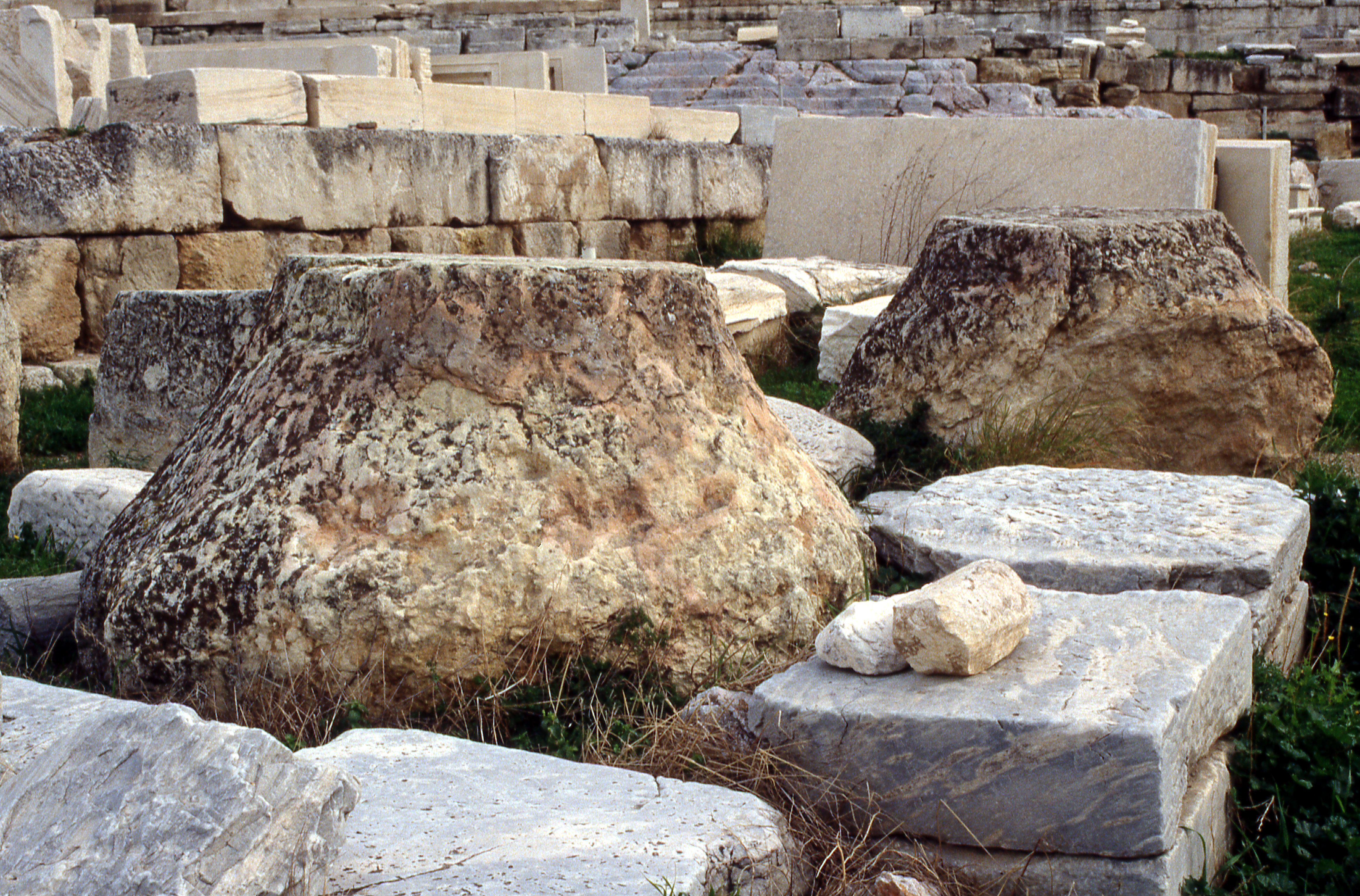
Doryckie kapitele kolumn (1991)